# Clube FM Barretos
Clube FM Barretos é uma estação de rádio brasileira sediada no município de Barretos, no estado de São Paulo.  Opera no dial FM 100.1 MHz e é afiliada à Rede Clube FM.

## História
A emissora foi fundada no dia 7 de julho de 1986 como Jornal FM. O nome era uma referência a empresa responsável pela emissora, o Grupo Jornal de Barretos. No dia 11 de agosto de 2000, a emissora passou a transmitir a programação da Transamérica Hits.
Com a mudança da Transamérica para o formato jovem/adulto, no dia 30 de dezembro de 2019 a emissora adota o novo formato depois de chamadas veiculadas na última semana do mês.
Em 2021, a emissora optou por encerrar a parceria e a rede deu um prazo de dois meses para deixar de veicular a programação na frequência, o encerramento só aconteceu no dia 13 de outubro. Nessa data em diante, a emissora colocou uma programação musical adulta, com vinhetas improvisadas citando 100.1 FM.
No dia 8 de novembro, foi confirmado que a emissora se afiliaria a Rede Clube FM, a mesma já havia optado pela afiliação em 2019, mas na época a emissora preferiu continuar com a Rede Transamérica.
Depois de ajustes técnicos, a estreia só aconteceu no dia 6 de dezembro as 8h, no programa Clube do Fã.